# Roger Veyron
Roger Veyron (Saint-Étienne, 15 giugno 1933) è un ex cestista francese.

## Carriera
Con la Francia ha disputato i Giochi olimpici di Melbourne 1956 e i Campionati europei del 1957.